# Groepswerking

Gegeven een gelijkzijdige driehoek "werkt" de rotatie van 120° rond het midden van de driehoek tegen de klok in op de verzameling van hoekpunten van de driehoek door elke hoekpunt op een andere hoekpunt af te beelden.

In de groepentheorie, een onderdeel van de abstracte algebra en de meetkunde, is groepswerking of groepsactie (group action), een begrip waarmee symmetrieën van wiskundige objecten beschreven kunnen worden met behulp van groepen. Men beschouwt een verzameling wiskundige objecten, en beschrijft de symmetrieën van een wiskundig object door zijn symmetriegroep, die bestaat uit bijectieve transformaties die het object niet veranderen. In dit geval wordt de groep ook wel een permutatiegroep  genoemd (als de verzameling eindig is en niet een vectorruimte vormt) of een transformatiegroep (als de verzameling een vectorruimte is en de groep als lineaire transformaties op de verzameling werkt).

## Definitie
Een (links)werking of (links)actie van een groep {\displaystyle G} op een verzameling {\displaystyle X} is een homomorfisme {\displaystyle \phi } van {\displaystyle G} in de symmetrische groep {\displaystyle S(X)} van {\displaystyle X}
{\displaystyle \phi :G\to S(X)}.
Omdat de linkswerking {\displaystyle \phi } van {\displaystyle G} op {\displaystyle X} een homomorfisme is, geldt:
- {\displaystyle \phi (g\cdot h)(x)=(\phi (g)\circ \phi (h))(x)=\phi (g)(\phi (h)(x))}
- {\displaystyle \phi (e)(x)=x}, met {\displaystyle e} het eenheidselement van de groep

In sommige gevallen blijkt het handiger een groep van rechts op een verzameling te laten werken.
Een (rechts)werking of (rechts)actie van een groep {\displaystyle G} op een verzameling {\displaystyle X} is een anti-homomorfisme {\displaystyle \psi } van {\displaystyle G} in de symmetrische groep {\displaystyle S(X)} van {\displaystyle X}
{\displaystyle \psi :G\to S(X)}.
Omdat de rechtswerking {\displaystyle \psi } van {\displaystyle G} op {\displaystyle X} een anti-homomorfisme is, geldt:
- {\displaystyle \psi (g\cdot h)(x)=(\psi (h)\circ \psi (g))(x)=\psi (h)(\psi (g)(x))}
- {\displaystyle \psi (e)(x)=x}, met {\displaystyle e} het eenheidselement van de groep.

Men zegt dat de groep {\displaystyle G} (van links, resp. van rechts) op de verzameling {\displaystyle X} werkt.
In plaats van {\displaystyle \phi (g)(x)} schrijft men vaak eenvoudig {\displaystyle g\circ x}, of zelfs {\displaystyle gx} voor een linkswerking, en voor een rechtswerking in plaats van {\displaystyle \psi (g)(x)} eenvoudig {\displaystyle x\circ g} of {\displaystyle xg}. In deze notatie luiden de genoemde eigenschappen,
voor een linkswerking:
- {\displaystyle (gh)x=g(hx)}
- {\displaystyle ex=x}

voor een rechtswerking:
- {\displaystyle x(gh)=(xg)h}
- {\displaystyle xe=x}

Op equivalente wijze kan het begrip werking als volgt gedefinieerd worden.
Een (links)werking van de groep {\displaystyle G} op de verzameling {\displaystyle X} is een afbeelding:
{\displaystyle \circ :G\times X\to X}
met de volgende eigenschappen:
- associativiteit:

{\displaystyle (gh)\circ x=g\circ (h\circ x)};
- met het eenheidselement {\displaystyle e} van de groep correspondeert de identieke afbeelding van {\displaystyle X}

{\displaystyle e\circ x=x}.
Analoog is een (rechts)werking van de groep {\displaystyle G} op de verzameling {\displaystyle X} een afbeelding:
{\displaystyle \circ :X\times G\to X}
met de volgende eigenschappen:
- associativiteit:

{\displaystyle x\circ (gh)=(x\circ g)\circ h};
- met het eenheidselement {\displaystyle e} van de groep correspondeert de identieke afbeelding van {\displaystyle X}

{\displaystyle x\circ e=x}.

## Effectieve werking
Uit de definitie volgt dat voor iedere {\displaystyle g\in G} de functie van {\displaystyle x\in X} naar {\displaystyle g\cdot x\in X} bijectief is. Wel is het mogelijk dat met meerdere groepselementen dezelfde bijectie correspondeert. Als dit niet het geval is, en dus de afbeelding van {\displaystyle g} in {\displaystyle G} naar {\displaystyle g\cdot x} in de verzameling bijecties van {\displaystyle X} naar {\displaystyle X} injectief is, dan noemt men de groepswerking effectief of getrouw.

## Voorbeeld 1
{\displaystyle X} is de verzameling functies van {\displaystyle V} naar {\displaystyle W}, en {\displaystyle G} is een groep van bijectieve transformaties van {\displaystyle V}. De groepswerking wordt gedefinieerd door {\displaystyle (gx)(v)=x(g^{-1}(v))}, of gelijkwaardig door {\displaystyle (gx)(gv)=x(v)}. Het is een homomorfisme van {\displaystyle G} in de symmetriegroep van {\displaystyle V}, waarbij dus met elke bijectie van {\displaystyle V} naar {\displaystyle V} in {\displaystyle G} een bijectie van {\displaystyle X} naar {\displaystyle X} correspondeert.

## Voorbeeld 2
Stel {\displaystyle X=V}, en {\displaystyle G} is een groep van bijectieve transformaties van {\displaystyle V}. De groepswerking is eenvoudig de toepassing van de bijectie op het punt.

## Baan
Als een groep {\displaystyle G} werkt op een verzameling {\displaystyle X}, is de baan of  orbit van een element {\displaystyle x\in X} de deelverzameling {\displaystyle G\cdot x} van alle beelden van {\displaystyle x} onder de groep:
{\displaystyle G\cdot x=\left\{g\cdot x\mid g\in G\right\}}
De verzameling van alle banen als {\displaystyle x} de verzameling {\displaystyle X} doorloopt vormt een partitie van {\displaystyle X}. Als {\displaystyle X=V} (bovenstaand voorbeeld 2), vormen de banen dus een partitie van de {\displaystyle V}. Is {\displaystyle V} een metrische ruimte en {\displaystyle G} een isometriegroep, dan is soms een belangrijk onderscheid of de banen uit geïsoleerde punten bestaan, of met andere woorden, discrete metrische ruimten zijn.

### Voorbeelden
- {\displaystyle G} is de verzameling isometrieën van {1, 2, 3}, bestaande uit de identiteit en het verwisselen van 1 en 3. {\displaystyle X=\{1,2,3\}}. De banen zijn {\displaystyle \{1,3\}} en {\displaystyle \{2\}}.
- {\displaystyle G} is als hierboven. {\displaystyle X} is de verzameling functies van {1, 2, 3} naar {A, B}. De banen zijn, kort genoteerd, {AAB, BAA}, {ABB, BBA}, (AAA), (ABA), {BAB} en {BBB}.
- {\displaystyle G} is de symmetriegroep van een veelvlak. {\displaystyle X} is de verzameling hoekpunten, ribben of zijvlakken. De banen zijn partities van hoekpunten, ribben of zijvlakken.

## Transitiviteit
Een groepswerking van de groep {\displaystyle G} op {\displaystyle X} heet transitief, als er maar één baan is. Dat houdt in dat er bij elke twee elementen {\displaystyle x,y\in X} een {\displaystyle g\in G} is, zo, dat {\displaystyle gx=y}. In het voorbeeld van het veelvlak noemt men het veelvlak dan respectievelijk hoekpunttransitief of isogonaal en zijvlaktransitief of isohedraal.

## Toepassing
Stel {\displaystyle V} is de euclidische ruimte van een bepaalde dimensie,  of een deelverzameling daarvan. Voor het beschrijven van symmetrie van een object op/in {\displaystyle V} (waarbij een "object in {\displaystyle V}" niet verward moet worden met een element van {\displaystyle V}) kunnen we dat modelleren als een functie, gedefinieerd op {\displaystyle V}, met voor elk punt als functiewaarde een tupel met een of meer eigenschappen zoals kleur, materiaal, temperatuur enz.  Zo kan bij de symmetrie van een voorwerp niet alleen de vorm worden betrokken maar ook andere aspecten. Ook kan men bijvoorbeeld bij een situatie zoals een gas in een ruimte symmetrie van druk en temperatuur als functie van positie beschouwen. Voor {\displaystyle X} kan men dan de verzameling van dergelijke functies nemen. Voor {\displaystyle G} kunnen we de symmetriegroep van {\displaystyle V} nemen, en de groepswerking kan worden gedefinieerd als boven. Dit komt erop neer dat als {\displaystyle g} een translatie is, en een voorwerp gegeven wordt door {\displaystyle x}, het overeenkomstig die translatie verschoven voorwerp gegeven wordt door {\displaystyle gx}, enz. De symmetriegroep van een voorwerp of situatie beschreven door {\displaystyle x} bestaat dan uit de elementen {\displaystyle g} van {\displaystyle G} waarvoor {\displaystyle g\cdot x=x}. Als {\displaystyle x} de indicatorfunctie is van een deelverzameling {\displaystyle W} van {\displaystyle V}, dan is deze symmetriegroep de doorsnede van die van {\displaystyle V} en {\displaystyle W}.
Als {\displaystyle V} de hele ruimte is kunnen we voor {\displaystyle G} nemen de euclidische groep {\displaystyle E(n)} of alleen de directe isometrieën: {\displaystyle SE(n)}. In het laatste geval is een baan de verzameling mogelijke posities en standen van een  voorwerp (star lichaam in de ruime zin van het woord, {\displaystyle n} hoeft geen 3 te zijn), en correspondeert elke baan met een ander voorwerp.
Bij toevoeging aan het tupel van een in aanmerking te nemen eigenschap zoals kleur, enz. is de symmetriegroep van het voorwerp of de situatie een subgroep van de symmetriegroep zonder die toevoeging.